# Grzegorzów (powiat jaworski)
Grzegorzów (niem. Grögersdorf)  – wieś w Polsce położona w województwie dolnośląskim, w powiecie jaworskim, w gminie Mściwojów.

## Położenie
Grzegorzów jest to mała wieś położona na równinie, oddalona o 3 km na wschód od Jawora.

## Historia
Wieś tę założył Grzegorz Steiner w roku 1590 po pożarze, który zniszczył kilka domów na wschodnim skraju Jawora. Między Jaworem a Grzegorzowem leży tzw. „grunt książęcy”, gdzie ks. Jutta, małżonka księcia Henryka III miała podczas jazdy traktem wrocławskim urodzić dziecko w roku 1249. Na pamiątkę tego wydarzenia grunt ten nie był uprawiany do roku 1765, a do wojny trzydziestoletniej właściciel tego gruntu otrzymywał rocznie 10 talarów rekompensaty. W lasku obok wsi leży strzelnica miejska, założona w roku 1861, która obecnie jest w renowacji.

## Podział administracyjny
W latach 1975–1998 miejscowość należała administracyjnie do województwa legnickiego.